# Winnie-Pooh est invité

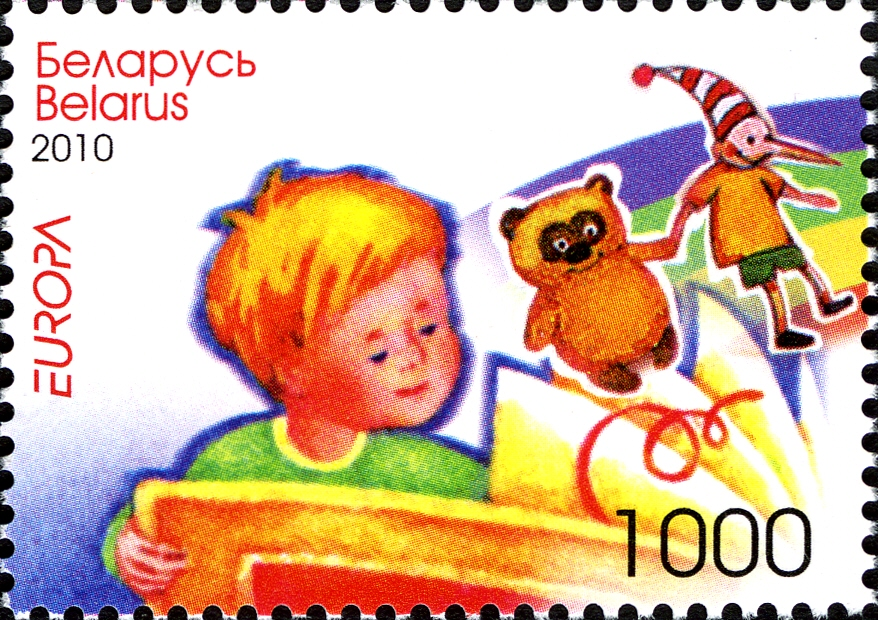
Timbre de Biélorussie.

Winnie-Pooh est invité (Винни-Пух идёт в гости, Vinni-Poukh idiot v gosti) est un film d'animation soviétique réalisé par Fiodor Khitrouk, sorti en 1971.

## Fiche technique
- Titre : Winnie-Pooh est invité[1]
- Titre original : Винни-Пух идёт в гости (Vinni-Poukh idiot v gosti)
- Réalisation : Fiodor Khitrouk
- Scénario : Boris Zakhoder, Fiodor Khitrouk
- Musique : Mieczysław Weinberg
- Pays d'origine : URSS
- Format : Couleurs - 35 mm - Mono
- Genre : conte merveilleux
- Durée : 10 minutes
- Date de sortie : 1971

## Distribution

### Voix originales
- Vladimir Ossenev (ru) : le narrateur
- Evgueni Leonov : Winnie l'ourson
- Iya Savvina : Porcinet
- Anatoli Chtchoukine : Coco Lapin